# Подошвенные межкостные мышцы
Подошвенные межкостные мышцы (лат. Musculi interossei plantares) — мышцы подошвенной части стопы.
Узкие, короткие, по форме напоминают тыльные межкостные мышцы. Располагаются в межкостных промежутках между II—III, III—IV и IV—V плюсневыми костями. Каждая из этих мышц начинается от медиальных сторон III, IV и V плюсневых костей и прикрепляется к основанию проксимальных фаланг.

## Функция
В весьма ограниченном объёме приводят и разводят пальцы стопы.